# Faetano
Faetano (FAE) is een castello (gemeente) in het oosten van San Marino met een oppervlakte van 7,75 km² en 1179 inwoners (31-03-2013). Het trad in 1463 toe tot San Marino. Het behoort tot de kleinere castelli van het land en bevat veel groen en een groot meer.

## Dorpen
- Cà Chiavello
- Calligaria